# Monarhia Habsburgică
Monarhia Habsburgică sau Imperiul Habsburgic este un apelativ neoficial printre istorici pentru țările și provinciile care au fost conduse de ramura austriacă junioară a Casei de Habsburg până în 1780, iar apoi de ramura succesoare a Casei de Habsburg-Lorena (descendenții rezultați din căsătoria Mariei Terezia cu Francisc Ștefan de Lorena) până în 1918. Monarhia a fost un stat multinațional, format din teritorii din cadrul Sfântului Imperiu Roman, unite doar prin persoana monarhului. Capitala dinastică a fost Viena, cu excepția perioadei dintre 1583 și 1611, când a fost mutată la Praga. În 1804 Imperiul Habsburgic a devenit Imperiul Austriac prin ieșirea din Sfântul Imperiu Roman, iar între 1867 și 1918 a devenit Imperiul Austro-Ungar prin unificarea cu monarhia ungară.
Capul Casei de Habsburg a fost deseori ales Sfânt Împărat Roman, până la destrămarea imperiului în 1806. Cele două entități nu au coincis teritorial niciodată, întrucât Monarhia Habsburg întrunea multe teritorii dinafara Sfântului Imperiu Roman, și în majoritatea timpului Imperiul era condus de alte dinastii. Monarhia Habsburg nu include toate teritoriile conduse de Habsburgi. Ramura senioară a condus Spania până în 1700, dar ea nu este de obicei inclusă în definiția "Monarhiei Habsburg" după domnia lui Carol al V-lea, care a divizat dinastia între ramurile sale austriacă și spaniolă până la abdicarea sa în 1556.

## Conducătorii Monarhiei Habsburgice (1526–1918)

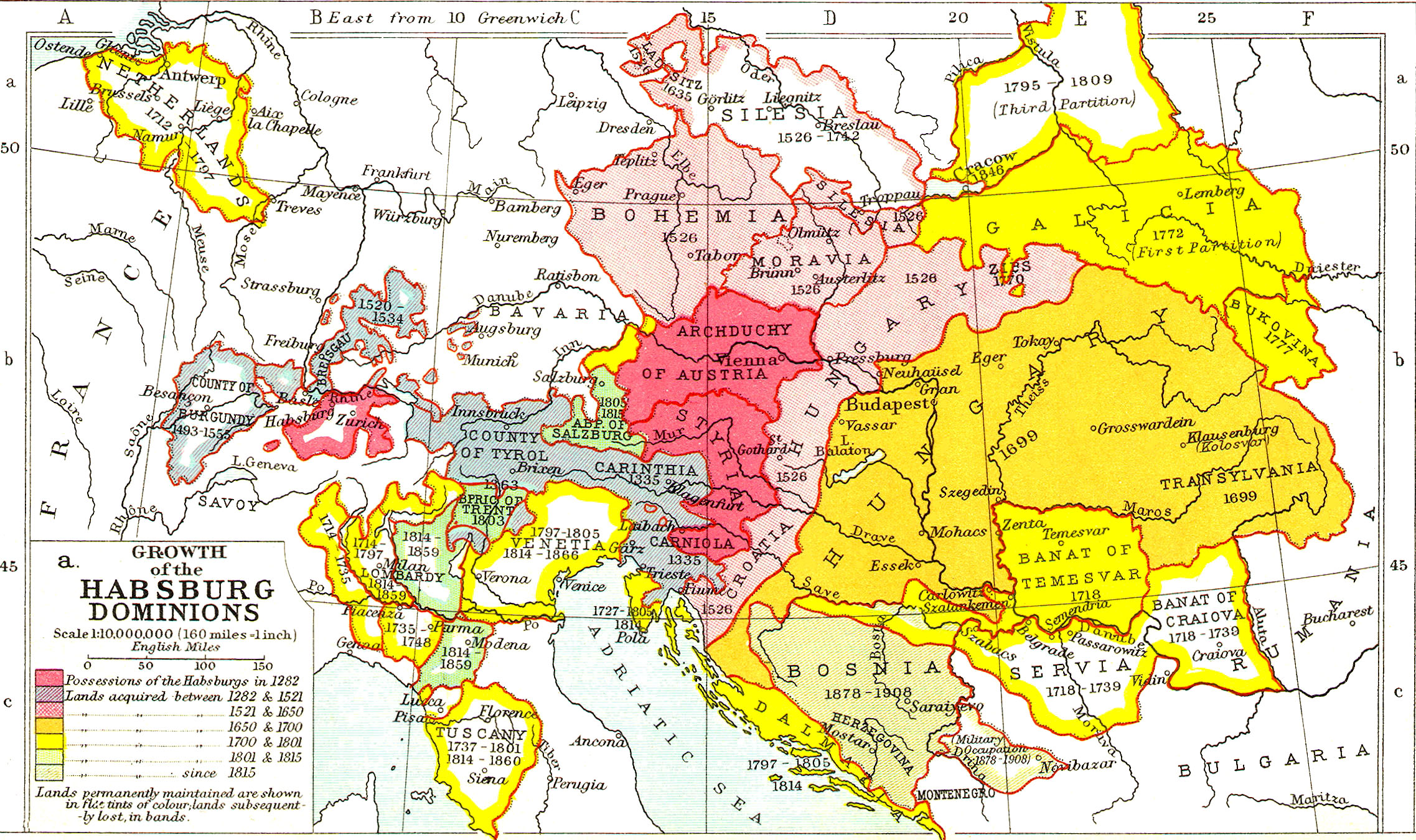
Extinderea Monarhiei Habsburg

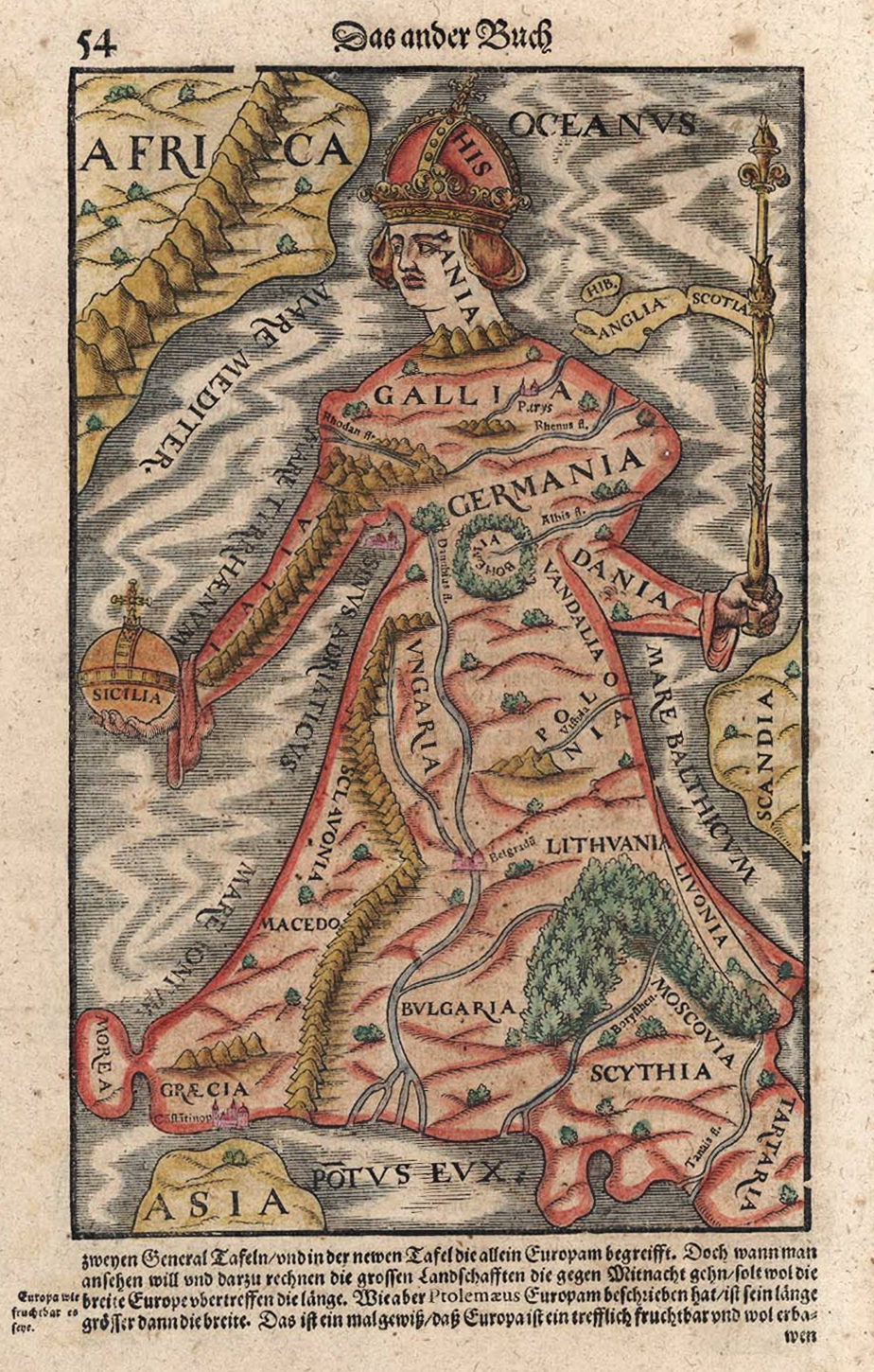
Europa regina, simbolizând Europa dominată de Habsburgi

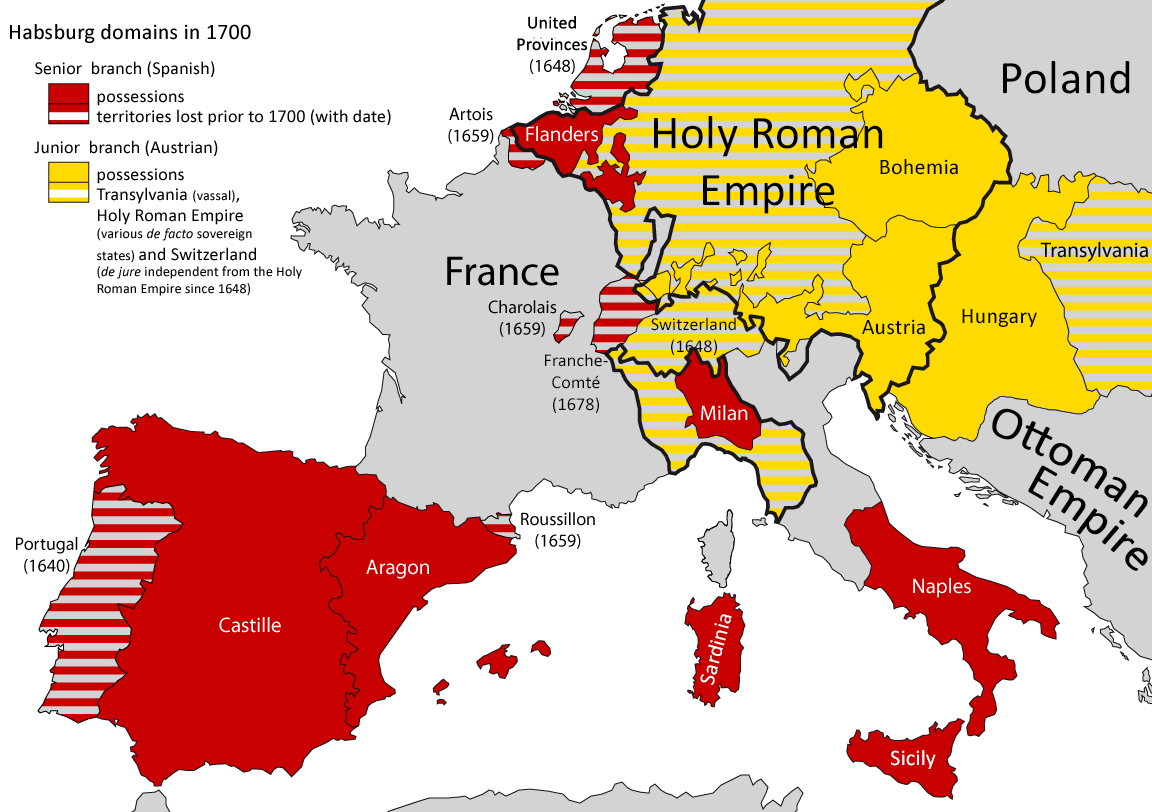
Teritoriile Habsburgice în 1700. Monarhia Habsburg este reprezentată cu galben, în timp ce teritoriile habsburgilor seniori spanioli sunt reprezentate cu roșu.

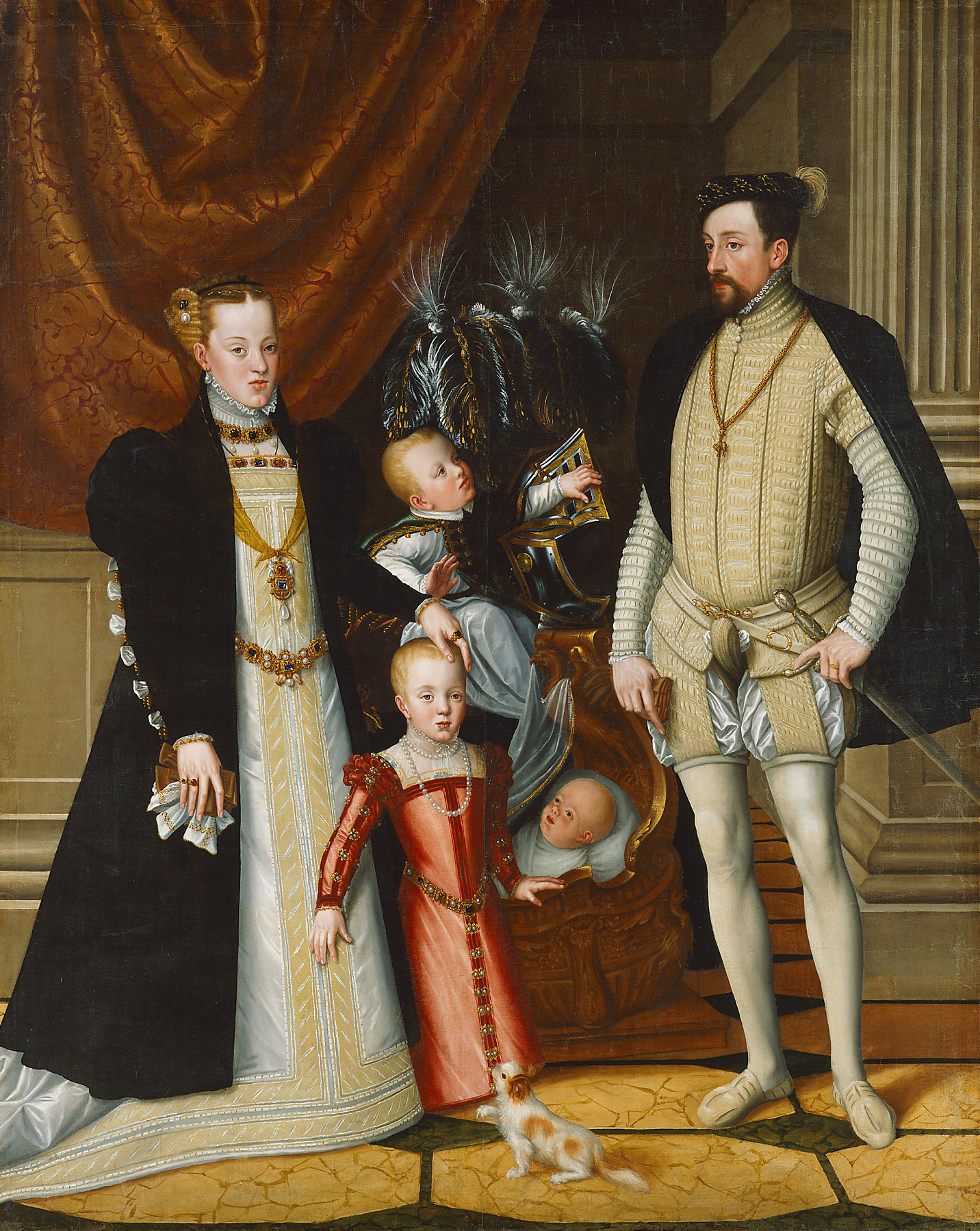
Maximilian al II-lea al Sfântului Imperiu Roman și soția sa Infanta Maria a Spaniei, cu copiii lor.

### Habsburg
- Ferdinand I 1526–1564
- Maximilian al II-lea 1564–1576
- Rudolf al II-lea 1576–1612
- Matthias 1612–1619
- Ferdinand al II-lea 1619–1637
- Ferdinand III 1637–1657
- Leopold I 1657–1705
- Joseph I 1705–1711
- Carol al VI-lea 1711–1740
- Maria Terezia 1740–1780

### Habsburg-Lorena
- Joseph al II-lea 1780–1790
- Leopold al II-lea 1790–1792
- Francisc al II-lea 1792–1835
- Ferdinand I 1835–1848
- Franz Joseph I 1848–1916
- Carol I 1916–1918